# Nowosady (powiat bielski)
Nowosady – wieś w Polsce położona w województwie podlaskim, w powiecie bielskim, w gminie Brańsk.
W latach 1975–1998 miejscowość należała administracyjnie do województwa białostockiego.
Wierni kościoła rzymskokatolickiego należą do parafii Wniebowzięcia Najświętszej Maryi Panny w Łubinie Kościelnym.